# Manœuvre BURP
La manœuvre « BURP » (« backwards, upwards and rightwards pressure ») est une technique utilisée lors de l'intubation trachéale sous laryngoscopie, qui permet d'améliorer l'exposition de la glotte, grâce à un déplacement du cartilage thyroïdien du patient dans un mouvement d’abord postérieur puis céphalique. Elle permet de diminuer la survenue d'intubation difficile.
Elle ne doit pas être confondue avec la manœuvre de Sellick ou compression laryngée, qui permet d'éviter la régurgitation lors de l'intubation.